# Громико Ольга Миколаївна
О́льга Микола́ївна Громи́ко (рос. Ольга Николаевна Громыко, біл. Вольга Мікалаеўна Грамыка *13 вересня 1978, Вінниця, Україна) — письменниця-фантаст з Білорусі. Пише російською мовою.
Народилась у ніч з 13 на 14 вересня 1978 року. Закінчила Білоруський державний університет за спеціальністю мікробіологія. Працює в одному з НДІ Мінська. Член Союзу письменників Білорусі. 
Почала писати з 9 класу школи, для друзів.
Дебютувала у 2003 році із романом у жанрі гумористичного фентезі «Професія: відьма».
Твори Ольги Громико відрізняються іронічним стилем, який переходить у сарказм. Головними героями її книжок є персонажі, які у традиційній фентезі відносяться до негативних: відьми, вампіри, вовкулаки, дракони, тролі, мантікори та інші.
Роман "Професія: відьма" на міжнародному фестивалі "Зоряний міст-2003" (м. Харків) здобув приз "Видавництва Альфа-книга" ("Армада") - "Меч Без Імені" за найкращий дебютний роман у жанрі гумористичної та гостросюжетної фантастики.
В Інтернеті відома під псевдонімами Відьма або Volha. (Як стверджує авторка, це від англійської транскрипції білоруського ім'я - Ольга) Також фанати творчості Громико часто називають її ВБП, що означає - Велика Білоруська (або Білоруська - за місцем дії кількох її книг) Письменниця. За даними опитування 2015 р., опинилася на другому місці за популярністю всередині країни серед сучасних білоруських письменників після Володимира Некляєва.

## Особисті дані
Одружена, має сина (2004 р.н). За даними «Білоруського розслідувальницького центру», чоловіком Ольги Громико є білоруський бізнесмен Олександр Зайцев.

### Фантастичні твори
| Рік видання | Збірник        | Оригінальна назва російською  | Назва                       | Видання                                 | Примітки                           |
| ----------- | -------------- | ----------------------------- | --------------------------- | --------------------------------------- | ---------------------------------- |
| 2003        | Світ Белорії   | Профессия: ведьма             | Професія: відьма            | Москва, Армада: Видавництво Альфа-книга |                                    |
| 2003        | Світ Белорії   | Ведьма-хранительница          | Відьма-хранителька          | Москва, Армада: Видавництво Альфа-книга |                                    |
| 2003        | Світ Белорії   | Ведьмины байки                | Відьмині байки              | Москва, Армада: Видавництво Альфа-книга |                                    |
| 2004        | Світ Белорії   | Верховная Ведьма              | Верховна Відьма             | Москва, Армада: Видавництво Альфа-книга |                                    |
| 2008        | Світ Белорії   | Белорские хроники             | Білорські хроніки           | Москва, Армада: Видавництво Альфа-книга |                                    |
| 2009        | Рік Щура       | Год крысы. Видунья            | Рік щура. Відун'я           | Москва, Армада: Видавництво Альфа-книга |                                    |
| 2010        | Рік Щура       | Год крысы. Путница            | Рік щура. Мандрівниця       | Москва, Армада: Видавництво Альфа-книга |                                    |
| 2008        | Вірні вороги   | Капкан для некроманта         | Капкан для некроманта       | Москва, Армада: Видавництво Альфа-книга | ISBN: 978-5-9922-0121-5            |
| 2010        | Вірні вороги   | Верные враги                  | Вірні вороги                | Москва, Армада: Видавництво Альфа-книга | ISBN: 978-5-9922-0668-5            |
| 2011        | Космобіолухи   | Космобиолухи                  | Космобіолухи                | Москва, Армада: Видавництво Альфа-книга | у співавторстві з Андрієм Улановим |
| 2012        | Космобіолухи   | Космоэколухи                  | Космоеколухи                | Москва, Армада: Видавництво Альфа-книга |                                    |
| 2014        | Космобіолухи   | Космопсихолухи                | Космопсихолухи              | Москва, Армада: Видавництво Альфа-книга | Роман, у двох томах                |
| 2019        | Космобіолухи   | Киборг и его лесник           | Кіборг і його лісник        | Москва, Армада: Видавництво Альфа-книга | ISBN: 978-5-9922-2826-7            |
| 2020        | Космобіолухи   | Встретимся на Кассандре       | Зустрінемося на Кассандрі   | Москва, Армада: Видавництво Альфа-книга |                                    |
| 2016        | Космотехнолухи | Космотехнолухи                | Космотехнолухи              | Москва, Армада: Видавництво Альфа-книга |                                    |
| 2016        | Космотехнолухи | Космоолухи: До, между, после. | Космоолухи: До, між, після. | Москва, Армада: Видавництво Альфа-книга |                                    |
| 2017        | Космотехнолухи | Космоолухи: Рядом             | Космоолухи: Поруч           | Москва, Армада: Видавництво Альфа-книга | Роман, у двох томах                |
| 2022        | Космотехнолухи | Карма                         | Карма                       | Москва, Армада: Видавництво Альфа-книга | Роман, у двох томах                |
| 2023        | Космотехнолухи | Киберканикулы                 | Кіберканікули               | Москва, Армада: Видавництво Альфа-книга |                                    |

### Твори без збірок
- 2006 «Квітка Камалейника» (рос. Цветок Камалейника) М.:АРМАДА: «Видавництво Альфа-книга».
- 2007 «Плюс на мінус» (рос. Плюс на минус) М.:АРМАДА: «Видавництво Альфа-книга». у співавторстві з Андрієм Улановим
- 2011 «Щуренятка» (рос. Крысявки) М.:АРМАДА: «Видавництво Альфа-книга». (збірка документальних оповідань про декоративних щурів)[6][7]

## Премії та нагороди
- 2003 «Бронзовий кадуцей»: 3-є місце у номінації «Дебютні книги» на міжнародному фестивалі «Зоряний міст», роман «Професія: відьма»;
- 2003 Премія Меч без імені від видавництва «Альфа-книга» за роман «Професія: відьма»;
- 2005 «Срібний кадуцей»: 2-е місце у номінації «Велика форма» на міжнародному фестивалі «Зоряний міст», роман «Вірні вороги»;
- 2006 «Срібний кадуцей»: 2-е місце у номінації «Велика форма» на міжнародному фестивалі «Зоряний міст», роман «Квітка Камалейника»;
- 2008 «Бронзовий кадуцей»: 3-є місце у номінації «Велика форма» на міжнародному фестивалі «Зоряний міст», збірка «Білорські хроніки»;
- 2009 Медаль імені М. В. Гоголя за вклад у розвиток фантастики;
- 2009 «Золотий кадуцей»: 1-е місце у номінації «Цикли, серіали і романи з продовженням» на міжнародному фестивалі «Зоряний міст», роман «Рік щура. Відун'я»;
- 2010 «Золотий кадуцей»: 1-е місце у номінації «Цикли, серіали і романи з продовженням» на міжнародному фестивалі «Зоряний міст», роман «Рік щура. Мандрівниця».